# イマジネーション (雑誌)

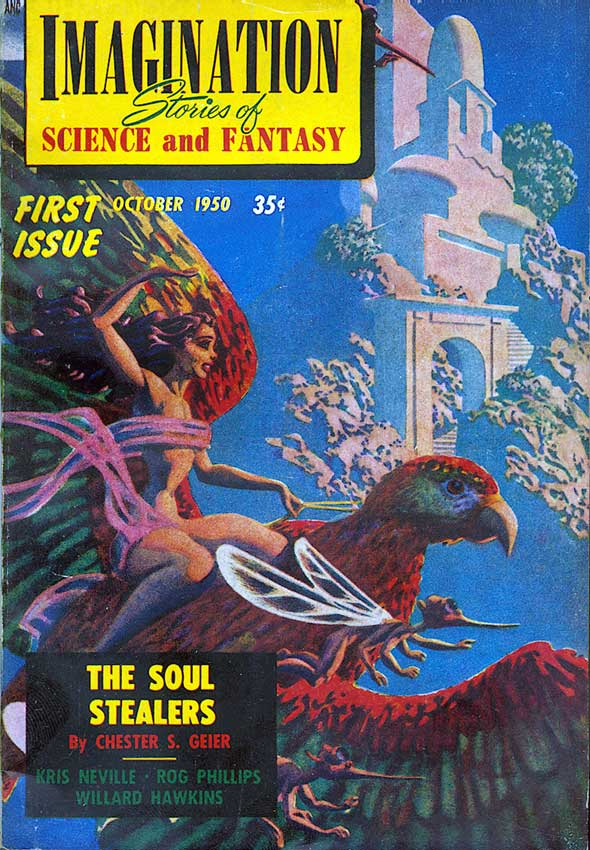
1950年10月号の表紙（ハネス・ボク画）

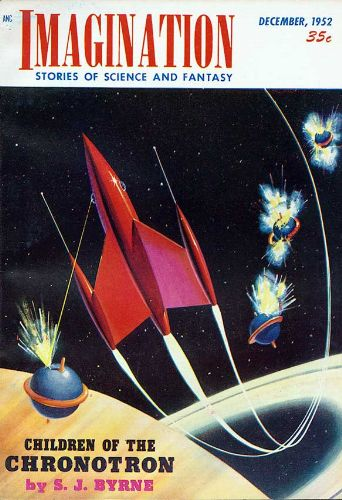
1952年12月号の表紙

『イマジネーション』(Imagination)はアメリカ合衆国のファンタジー・SF小説雑誌である。1950年にレイモンド・パーマーのクラーク出版(Clark Publishing Company)によって創刊されるがすぐに売却され、1951年2月号（3号）以降はグリーン・リーフ社(Clark Publishing Company)から刊行された。同社は1954年に姉妹誌『イマジネイティヴ・テイルズ』(Imaginative Tales)を市場に投入した。1958年にアメリカン・ニューズ・カンパニーが倒産するとアメリカにおける雑誌流通が様変わりし、その余波により、両誌ともに廃刊を余儀なくされた。
本誌は、1940年代末期から50年代初期に創刊された多数のSF雑誌の中ではかなりの成功を遂げ、通産号数は最終号までに63を数えた。ただし、本誌が名を馳せているのは低品質なスペース・オペラや冒険ものの掲載紙としてである。今日の文学史家は本誌を軽蔑的な文脈でしか言及しない。グリーン・リーフ社の経営者ウィリアム・ハムリングは、自覚的にエンターテイメント志向の編集方針を採用していた。彼は初期の号で"science fiction was never meant to be an educational tour de force"（「SFとは、教育的な名作を目指すものではない」）との主張を述べている。『イマジネーション』に載った作品には、後に広く認められたものもある。例えばロバート・シェクリーの商業デビュー作"Final Examination"（未訳）は本誌の1952年5月号に掲載された。フィリップ・K・ディック、ロバート・A・ハインライン、ジョン・ウィンダムらの作品も掲載された。